# Toon-sandhi
Toon-sandhi geeft bij toontalen aan op welke wijze de toon en daarmee de uitspraak van een lettergreep wordt beïnvloed door de toon van de lettergreep die erna komt. Sandhi is Sanskriet en betekent "samennemen".
Een voorbeeld uit het Standaardmandarijn:
Als twee lettergrepen die elk afzonderlijk met een derde toon worden uitgesproken achter elkaar worden geplaatst zal de derde toon van de eerste lettergreep onder invloed van de derde toon van de tweede lettergreep veranderen in een tweede toon.
Twee losse lettergrepen:

hen3 = heel

hao3 = goed
worden achter elkaar uitgesproken als:

hen2 hao3 = heel goed.